# Allium tauricola
Allium tauricola är en amaryllisväxtart som beskrevs av Pierre Edmond Boissier. Allium tauricola ingår i släktet lökar, och familjen amaryllisväxter.
Artens utbredningsområde är Turkiet. Inga underarter finns listade i Catalogue of Life.